# القاتل (فلم)
القاتل فيلم مصري تم إنتاجه عام 1948، من تأليف وإخراج حسين صدقي وبطولة تحية كاريوكا وحسين صدقي.

## قصة الفيلم
عادل شاب معتدل يعمل وكيلاً للنيابة وهو حديث العهد بهذا العمل، تقع جريمة قتل في إحدى الصالات الليلية حيث يعثرون هناك على مدير الصالة قتيلاً غارقًا في دمائه بحجرته، يُسند إلى «عادل» أمر التحقيق في هذه الجريمة ويتم اتهام راقصة الصالة نادية، بعد التحقيق يكتشف عادل ان القتيل قد اعترف بأنه انتحر قبل أن تفارقه الحياة، يصدر أمرًا باطلاق سراح الراقصة، يحدث أن يرى عادل في المنام أنه قتل رجلاً كان على علاقة بنادية ودم الجريمة يلطخ ثيابه ويديه، يحاول الهروب ثم يخشى أن يفتضح أمره وهو في مثل هذه الوظيفة المهمة فينتحر، يستيقظ عادل من النوم ويخرج من هذا الكابوس وياتيه ضابط يطلب منه توقيع التصريح الخاص بدفن جثة مدير الصالة القتيل، يغلق عادل ملف القضية.

## فريق العمل
إخراج وتأليف: حسين صدقي
إنتاج: أفلام مصر الحديثة (حسين صدقي)
طاقم العمل:
- تحية كاريوكا
- حسين صدقي
- منسي فهمي
- نادية سلطان
- فريد شوقي
- زكي إبراهيم
- مختار عثمان
- محمد الديب

## روابط خارجية
- مقالات تستعمل روابط فنية بلا صلة مع ويكي بيانات